# Caucalis (soort)
Caucalis (Caucalis platycarpos) is een soort uit het geslacht Caucalis.

## Determinatie
Caucalis is een eenjarige, kruidachtige plant. De soort vormt een penwortel waaruit zich een vorksgewijs vertakte stengel ontwikkeld. De bladeren zijn relatief groot, meestal dubbel geveerd met veerspletige blaadjes en lancet- of lijnvormige slippen. De bloeiwijze is schermvormig, zonder omwindsel. Caucalis bloeit in mei en juni, soms opnieuw in september.

## Ecologie
Caucalis is een pioniersoort van kalkrijke, ruderale milieus, waaronder hoofdzakelijk akkerland. Ze komt vooral voor op klei- en krijtverweringsgronden.

### Syntaxonomie
Caucalis staat te boek als kensoort voor het naaldenkervel-verbond (Caucalidion).